# Rico Schacherl
Rico Schacherl (né le 19 juin 1966 à Linz) est un dessinateur de bande dessinée sud-africain. né en Autriche mais installé en Afrique du Sud avec ses parents en 1968, Schacherl est connu pour être le dessinateur du très populaire comic strip Madame et Ève, qu'il a créé en 1992 avec ses collègues Stephen Francis et Harry Dugmore.